# ルーク・モリス
ルーク・モリス（1988年10月20日 - ）とはイギリス出身の騎手である。

## 経歴
モリスは競馬に関わる家系の出身で、祖父のジョー、叔父のジェイソンと彼の息子であるライアン・テイトは皆騎手だった。オックスフォードで生まれたモリスは幼少期にニューマーケットに引っ越した。学校在学中からマイケル・ベル調教師の下騎乗を始める。その後英国競馬学校を卒業し、正式にベルの弟子となる。
2005年11月にかつ勝利を飾り、2010年6月にGIIIのバリオーガンステークスをギルトエッジガール(Gilt Edge Girl)で制し、重賞初制覇。同馬とのコンビで4ヶ月後の2010年10月にアベイ・ド・ロンシャン賞を勝利し、初のGIタイトルを獲得した。2012年にマーク・プレスコット厩舎所属の騎手となる。
2017年8月にプレスコット厩舎のマーシャ(Marsha)騎乗でナンソープステークスに出走、デットーリ騎乗のレディオーレリアと接戦を繰り広げ、写真判定の末ハナ差1着となり、英国GI初勝利を飾る。
2021年から2022年にかけてプレスコット厩舎のアルピニスタの主戦騎手となり、凱旋門賞を含む8戦連勝（内GI6連勝）した。凱旋門賞勝利が認められ、2022年のレスター賞の名誉表彰を受けた。
2023年8月に第7回ワールドオールスタージョッキーズのイギリス代表として招待され、初来日。その後12月に短期騎手免許を利用し来日。免許期間は12月9日から31日の間で、この時の身元引受調教師は友道康夫、契約馬主は吉田和美。期間中にはウインマリリンの騎手として第68回有馬記念にも騎乗して7着となる。
翌2024年の1月6日から2月25日の間も引き続きJRAの短期騎手免許を取得していたが、1月20日の京都競馬第5競走で斜行により同年2月3・4日の2日間の騎乗停止処分を受けた。その後、同年1月24日付で「一身上の都合」の事由により短期騎手免許を取り消した。

## 主な勝鞍

### アイルランド
- バリオーガンステークス - ギルトエッジガール (2010年)

### イギリス
- ナンソープステークス - マーシャ (2017年)
- パレスハウスステークス - マーシャ (2017年)
- プリンセスエリザベスステークス - クリニカル (2012年)
- ランカシャーオークス - アルピニスタ (2021年)
- ヨークシャーオークス - アルピニスタ (2022年)

### ドイツ
- オイロパ賞 - アルピニスタ (2021年)
- バイエルン大賞 - アルピニスタ (2021年)
- ベルリン大賞 - アルピニスタ (2021年)

### フランス
- アベイ・ド・ロンシャン賞 - ギルトエッジガール (2010年)、マーシャ (2016年)
- 凱旋門賞 - アルピニスタ (2022年)
- サンクルー大賞 - アルピニスタ (2022年)